# سباق ورياضة
لفترة طويلة، قام العلماء بدراسة القضايا المتعلقة بالسباق والرياضة. ومن بين هذه القضايا، يظهر التمييز العنصري في المجال الرياضي، بالإضافة إلى مراقبة وجود تمثيل زائد ونقص في تمثيل الأعراق المختلفة في مختلف الألعاب الرياضية.

## التفاوتات في المشاركة والأداء

### الركض
في عام 1991، أصبح الناميبي (الذي كان يعرف سابقًا بجنوب غرب أفريقيا) فرانكي فريدريكس أول عداء يقطع مسافة 100 متر في أقل من 10 ثوانٍ وينتمي إلى تراث غير غرب أفريقي. ثم، في عام 2003، أحرز باتريك جونسون من أستراليا (الذي يحمل تراثًا إيرلنديًا وأصولًا أسترالية أصلية) نفس الإنجاز، ليكون بذلك أول من يحقق هذا الإنجاز من دون خلفية أفريقية.
في عام 2010، أصبح الفرنسي كريستوف ليمايتر أول أوروبي أبيض يقطع مسافة 100 متر في أقل من عشر ثوانٍ، (على الرغم من أن البولندي ماريان وورونين قد تجاوز الحاجز غير رسمي بزمن 9.992 ثانية في عام 1984). وفي عام 2011، أصبح الزيمبابوي نجونيدزاشي ماكوشا الرجل رقم 76 الذي يكسر هذا الحاجز، ومع ذلك، كان الرابع فقط من غير أصل غرب أفريقي. لم يحقق أي عداء من جنوب آسيا أو شمال أفريقيا هذا الإنجاز رسميًا. في عام 2015، أصبح سو بينغتيان من الصين أول رياضي من أصل شرق آسيوي يقطع رسميًا حاجز العشر ثوانٍ، وأيضًا أصبح الرياضي البريطاني آدم جميلي، الذي ينحدر من أصول إيرانية ومغربية مختلطة، أول رياضي يحمل أصولًا إما شمال أفريقية أو شرق أوسطية يتجاوز حاجز العشر ثوانٍ. قبل ألعاب أثينا عام 2004، كانت 494 من أفضل 500 زمن لسباق 100 متر تمتلكها عداؤون من أصل غرب أفريقي.
في المرحلة الأولى لألعاب الأولمبياد الحديثة، كانت معظم الفائزين في سباق 100 متر أبيض وهم عداؤون غربيون من أصل أوروبي، مما يعكس بشكل كبير التكوين الأوروبي المحوري للدول المشاركة والبيئة الأيديولوجية للتمييز العنصري في ذلك الوقت. مع زيادة مشاركة دول عديدة في الألعاب الأولمبية، بدأت الرياضيين ذوو الأصول الأفريقية في التألق وفي نهاية المطاف سيطروا على منصات التتويج في سباق 100 متر الأولمبي، خاصة عداؤون من أصل أفريقي أمريكي وأفرو كاريبيين.
إيدي تولان أصبح أول فائز غير أبيض في هذا الحدث في عام 1932، وهذا يشير إلى بداية فترة طويلة من النجاح لدى عدائين رجال ذوي بشرة داكنة. منذ عام 1932، لم يكن هناك سوى خمسة رجال فازوا بميداليات ذهبية في سباق 100 متر في الألعاب الأولمبية ولم يكونوا لديهم أصول أفريقية كبيرة.
كانت فعاليات السيدات مهيمنة على العدائين ذوي أصول أوروبية حتى فازت ويلما رودولف باللقب في عام 1960. عادت النساء السوفيتيات والألمانيات إلى منصات التتويج في الفترة من 1972 إلى 1980، ولكن منذ ذلك الحين فقد احتكرت النساء الأمريكيات من أصل أفريقي والجامايكيات معظم ميداليات سباق 100 متر. وكان السيطرة في فعاليات الرجال خاصة بارزة من عام 1984 إلى 2016، حيث كانت جميع العدائين الذين بلغوا المرحلة النهائية في سباق 100 متر في الألعاب الأولمبية لمدة تقارب الأربعين عامًا من أصل أفريقي.
في أولمبياد 2020، قدم العداء الصيني سو بينغتيان أداءً ملفتًا حيث قطع مسافة 100 متر في 9.83 ثانية في نصف النهائي. وبذلك أصبح أول رياضي بدون أصول أفريقية يقطع المسافة دون 9.90 ثانية أو 9.85 ثانية، وكذلك أول رياضي بدون أصول أفريقية يصل إلى النهائي منذ عام 1980، على مدى فترة تزيد عن 40 عامًا، وقد حقق في الطريق إلى ذلك رقمًا قياسيًا بتحقيق أسرع زمن لقطع مسافة 60 متر. يعد زمن 9.83 ثانية هو ثاني أسرع زمن في الدور نصف النهائي، وجعله الرجل الخامس الأسرع في تاريخ سباق 100 متر في الألعاب الأولمبية، خلف يوسين بولت، يوهان بليك، جاستن جاتلين، ومارسيل جاكوبس.

### جري التحمل
كثير من مجموعات النيلوتية تتفوق أيضًا في رياضات الجري على مسافات طويلة ومتوسطة. قد قام جون إنتين بالجدل بأن هذه البراعة الرياضية تنبع من اقتصادهم الاستثنائي في الجري. ويرجع ذلك بدوره إلى مورفولوجيا الجسم النحيلة والساقين النحيفتين، وتفوق نسبة كبيرة من ألياف العضلات ذات التقلص البطيء، ومعدل نبض منخفض ناتج عن العيش في علو، بالإضافة إلى ثقافة الركض إلى المدرسة منذ سن مبكرة. أظهرت دراسة قام بها بيتسيلاديس وآخرون (2006) واستجواب 404 عداءًا ذا شأن من كينيا أن 76% من المشاركين من الطبقة الدولية كانوا من العرق الكالينجيني، وأن 79% يتحدثون لغة نيلوتية.
يُقدم جوزيف الجريفز حججًا يشير فيها إلى أن الرياضيين الكينيين الذين قد أدوا بشكل جيد في مجال الجري على مسافات طويلة جميعهم قد أتوا من مناطق عالية الارتفاع في منطقة بحيرات أفريقيا، بينما الذين أتوا من مناطق منخفضة الارتفاع لا يحققون أداءًا جيدًا بشكل خاص. ويشير أيضًا إلى أن الكوريين والإكوادوريين من المناطق ذات الارتفاعات العالية يتنافسون بشكل جيد مع الكينيين في سباقات الجري على مسافات طويلة. وفقًا لآرائه، يشير ذلك إلى أن النجاح في الجري على مسافات طويلة يعود إلى حقيقة التدريب في مناطق عالية الارتفاع، بالإضافة إلى التكيف الفسيولوجي المحتمل على المستوى المحلي مع بيئات الارتفاع العالي، وليس العرق.
جريفز يُرد أيضًا بأنه فيما يبدو صحيحًا سطحيًا أن معظم حاملي الأرقام القياسية العالمية في سباق 100 متر ينتمون إلى أصول غرب أفريقية، إلا أنهم جميعًا يحملون تراثًا جينيًا جزئيًا من أوروبا وأمريكا الأصلية. وقد تلقوا التدريب أيضًا خارج غرب أفريقيا، ولم تقم دول غرب أفريقيا بتدريب أي عدائين من الطراز العالي. يقول جريفز إن هذه العوامل تجعل من المستحيل قول إلى أي درجة يمكن أن يُنسب النجاح بشكل أفضل إلى العوامل الجينية أو البيئية. ولكن في وقت لاحق وجد جريفز أن هذا ممكن: "العدائين ذوو القدرة على التحمل أكثر عرضة للنشوء في شرق أفريقيا والعدائين السريعين في غرب أفريقيا. هذه حقيقة. الجينات تلعب دوراً كبيراً في ذلك".

### الآراء في الولايات المتحدة
عبّر العديد من الأفراد، بما في ذلك العلماء وكتّاب الرياضة، عن التعليقات بخصوص التمثيل المفرط أو النقص في عدد الرياضيين من الأعراق المختلفة في الرياضات المختلفة. وكانت نسبة اللاعبين الأفارقة الأمريكيين تصل إلى 75% في الرابطة الوطنية لكرة السلة، نحو نهاية عام 2008. ووفقًا لأحدث تقرير لجنة التوازن في الرياضة والأكاديميين، كانت نسبة اللاعبين الأفارقة الأمريكيين في الرابطة الوطنية لكرة القدم الأمريكية 65%. ومع ذلك، كان نسبة اللاعبين الأمريكيين الأفارقة في دوري البيسبول الكبير حوالي 8.5% في عام 2008 (والذين يشكلون حوالي 13% من سكان الولايات المتحدة)، بينما كانت نسبة اللاعبين الذين ينتمون إلى الفئة الهيسبانية من أي عرق 29.1% (مقارنةً بحوالي 16% من سكان الولايات المتحدة). وفي عام 2020، كان أقل من 5% من لاعبي الدوري الوطني للهوكي من أصل أفريقي أمريكي أو من أصل أفريقي مختلط.
أظهرت رياضات الجامعات الوطنية اتجاهات تعكس الوضع في الرياضات الاحترافية الأمريكية. خلال موسم 2005-2006، كانت الذكور السود يشكلون 46.9 في المئة من الطلاب الرياضيين في فرق الدرجة الأولى للكرة القدم في رياضات الجامعات الوطنية، و58.9 في المئة في كرة السلة في الدرجة الأولى للجامعات. تظهر إحصاءات رياضات الجامعات الوطنية ترابطًا قويًا بين نسبة الرياضيين السود في رياضة ما وبين الإيرادات التي تُولد من تلك الرياضة. على سبيل المثال، حقق فريق كرة السلة الرجالي لجامعة نورث كارولينا للموسم 2007-2008 (كان الفريق يتألف من 59% من الرياضيين السود مقارنة بنسبة 3.7% من السكان السود في المؤسسة ككل) إيرادات بلغت 17.215.199 دولار، والتي شكلت 30 في المئة من إيرادات الأنشطة الرياضية للجامعة في تلك السنة. نظرًا لقواعد رياضات الجامعات الوطنية التي تحظر دفع الأموال للاعبين، يرى البعض هيكل رياضات الجامعات الوطنية كمستغل للرياضيين الجامعيين. يعتقد بعض الأشخاص أنه نظرًا لأن الرياضيين السود يشكلون نسبة عالية من الرياضيين في الرياضات الجامعية ذات الإيرادات الكبيرة مثل كرة القدم وكرة السلة للرجال في الدرجة الأولى، فإنهم يعتبرون أنفسهم الخاسرين الأكبر في هذا الترتيب. يُجادل بيلي هوكينز أن "التحكم في جسد الرجل الأسود والربح من إنفاقه الجسدي هو في أيدي الرجال البيض." موقفه يشير إلى نسبة عالية جدًا من الجامعات في القسم الأول تتحكم فيها إدارات بيضاء تزدهر بشكل كبير من العمل الحر الذي يتم إنتاجه في رياضات الإيرادات والتي يشكل الرياضيون السود نسبة كبيرة فيها. يُسند هذا الادعاء بواسطة الإحصائيات، مثل دورة بطولة رياضات الجامعات الوطنية لكرة السلة للرجال في الموسم 2005-2006 حيث كانت الألعاب التي بدأت والدقائق التي لعبها الرياضيون السود أكثر من ضعف تلك التي لعبها نظراؤهم البيض، حيث بلغت نسبة 68.7% من النقاط المحرزة في البطولة من لاعبين سود.
على الرغم من تكرار مثل هذه التكهنات، فإن الاقتراحات بالاختلافات البيولوجية في القدرة الرياضية بين المجموعات العرقية تعتبر غير علمية.

### «التفوق الرياضي الأسود»
"تفوق الرياضيين السود" هو النظرية التي تشير إلى أن الأشخاص السود يمتلكون بعض الصفات التي يتم اكتسابها من خلال العوامل الوراثية والبيئية، مما يتيح لهم التفوق على السباقات الرياضية على الأعراق الأخرى. البيض أكثر احتمالًا أن يؤيدوا هذه الآراء؛ ومع ذلك، يؤيد بعض السود والفئات العرقية الأخرى هذه الآراء أيضًا. أظهر استطلاع للرأي عام 1991 في الولايات المتحدة أن نصف المستجيبين وافقوا على الاعتقاد بأن "السود يمتلكون قدرات طبيعية أفضل من الناحية البدنية".
تم طرح فرضيات متنوعة حول الفروق العرقية بين الأشخاص السود والبيض وتأثيرها المحتمل على أداء الرياضة منذ الجزء الأخير من القرن التاسع عشر من قبل محترفين في ميادين مختلفة. في الولايات المتحدة، انحسر الاهتمام بالموضوع خلال العقدين الأولين من القرن العشرين، حيث تم استبعاد الرياضيين السود من الرياضة البيضاء المنظمة وفصلهم للمنافسة بين أنفسهم على فرق هواة ومحترفة خاصة بهم. الاهتمام بالموضوع تجدد بعد دورة الألعاب الأولمبية الصيفية في لوس أنجلوس عام 1932 وأداء جيسي أوينز الذي كسر الأرقام القياسية في بطولة العشرة الكبيرة للعدو في عام 1935. بشأن أداء جيسي أوينز المثير للإعجاب بفوزه بأربع ميداليات ذهبية في دورة الألعاب الأولمبية في عام 1936، علق رئيس الفريق الأمريكي آنذاك قائلاً: "السود يتفوقون. لم يمض وقت طويل على قدرته على الركض والقفز حتى أصبحت مسألة حياة أو موت له في الأدغال. عضلاته قابلة للتمدد، وطبيعته الهادئة تعتبر مساعدة قيمة للاسترخاء العقلي والجسدي الذي يحتاجه العداء والقافز."
في عام 1971، كتب عالم الاجتماع الأمريكي الأفريقي هاري إدواردز: «إن أسطورة التفوق الجسدي والرياضي المتأصل للذكر الأسود المصمم عنصريًا على الذكر الأبيض، تنافس أسطورة التفوق الجنسي الأسود في العصور القديمة». في وقت لاحق من عام 2003، نشرت مؤسسة السود في التعليم العالي مقالاً في مجلة السود في التعليم العالي، حيث رفضوا فكرة «الجين الأسود» الذي يؤدي إلى تفوق السود في ألعاب القوى، وهو مفهوم يشار إليه هنا باسم «النظرية العنصرية». زعمت مجلة السود في التعليم العالي أنه «إذا كان هناك» جين أسود «يؤدي إلى البراعة الرياضية، فلماذا إذن يتفوق الأمريكيون الأفارقة، الذين يمتلك 90 في المائة منهم سلفًا أبيض واحدًا على الأقل، على السود من الدول الأفريقية في كل رياضة باستثناء الجري لمسافات طويلة ؟»

### "مناظر رياضية شرق آسيوية"
في الولايات المتحدة، يتم تشويه صورة الشرق آسيين بأنهم ذوو قدرات جسدية ورياضية دون المستوى المتوقع مقارنة بالأعراق الأخرى. وقد أدى ذلك إلى وجود الكثير من التمييز في عمليات التوظيف في الرياضة المحترفة الأمريكية، مما يسهم في تمثيل الرياضيين الأمريكيين من أصل آسيوي بشكل غير كافٍ في غالبية فرق الرياضة المحترفة (وهو حقيقة تم الإشارة إليها من قبل العديد من المصادر). آمن لاعب كرة السلة المحترف جيريمي لين أن إحدى الأسباب التي جعلته لا يتم اختياره من قبل فريق في دوري الرابطة الوطنية لكرة السلة كانت عرقه. وقد أكد الكاتب الرياضي شون غريغوري من مجلة تايم ورئيس الرابطة الوطنية لكرة السلة ديفيد ستيرن هذا الاعتقاد. في عام 2012، ورغم أن الأمريكيين من أصل آسيوي يشكلون 6% من سكان البلاد، إلا أن الرياضيين الأمريكيين من أصل آسيوي يمثلون فقط 2% في دوري الرابطة الوطنية لكرة القدم، 1.9% في دوري بطولة البيسبول الكبرى، وأقل من 1% في دوريي الرابطة الوطنية لكرة السلة ودوري الهوكي الوطني. في عام 2011، كان براندون ييب هو اللاعب الوحيد من أصل صيني يلعب هوكي احترافيًا في دوري الهوكي الوطني.
في الرياضة الأمريكية، كان هناك تمثيل أعلى للرياضيين الأمريكيين من أصل آسيوي الذين ينتمون إلى خلفيات عرقية مختلطة بالمقارنة مع الذين ينتمون إلى خلفيات عرقية كاملة، مثل لاعب كرة القدم السابق رومان غابريل الذي كان أول أمريكي من أصل آسيوي يبدأ كرئيس لفريق في دوري الرابطة الوطنية لكرة القدم. ويلاحظ أيضًا أن غالبية الرياضيين الأمريكيين من أصل آسيوي الذين يتم اختيارهم أو تجنيدهم حاليًا للمنافسة على مستوى احترافي يميلون إلى المشاركة في الرياضات التي لا تتطلب الكثير من الاتصال البدني.

### وجهات النظر الصينية
من المعلوم أن الفكرة التي يروج لها بين الصينيين بأن "الفروق الجينية" تجعل الرياضيين الآسيويين "أبطأ في الركض" مقارنة بمنافسيهم الأمريكيين والأفارقة والأوروبيين هي "متسقبلة على نطاق واسع". كتبت صحيفة الشعب الصينية، الصحيفة الرسمية الصينية، أن الصينيين "مناسبون" للرياضات التي تعتمد على "الرشاقة والتقنية"، مثل كرة الطاولة والريشة الطائرة والغطس والجمباز. وقالت الصحيفة إن الصينيين يعانون من "نقص خلقي" و "فروق جينية" تعني أنهم غير محظوظين في "الفعاليات الرياضية الخالصة" عند المنافسة مع "الرياضيين السود والبيض". وتم تفسير نجاح لاعب العقبات ليو شيانغ بأن فعالية العقبات تتطلب تقنية تتناسب مع الصورة النمطية التي تشير إلى أن الصينيين منضبطون وذكيون. مع ذلك، تتناقض النجاحات الحديثة لرفاعي الأثقال الصينيين في فئات الأوزان الخفيفة والوسطى مع الاعتقادات التقليدية، حيث إن رفع الأثقال يُعتبر أحد الرياضات التي تظهر فيها القوة الخامة والقوة المتفجرة بشكل أفضل. ويُلاحظ أن رفاعي الأثقال المحترفين الصينيين والكوريين يتمثلون بشكل خاص في رياضة الرفع الأولمبي، حيث يهيمنون على المنافسات الدولية مثل رفع الأثقال في دورة الألعاب الأولمبية الصيفية والاتحاد الدولي لرفع الأثقال.
لي أيدونغ، باحث في معهد العلوم الرياضية في الصين، قال إن مدربي الرياضة يعتقدون أن الرياضيين الصينيين يمكن أن يحققوا نجاحًا في القفز الطويل والقفز العالي والمشي السريع. ومع ذلك، شكك لي في إمكانية تنافس الصينيين في "الركض الخالص"، على الرغم من عدم وجود أي "دراسات علمية موثوقة" تدعم فكرة أن "الآسيويين" يعانون من عدم تفوق في "الركض". نفى العداءان المحترفان سو بينجتيان من الصين ويوشيهيدي كيريو من اليابان هذا الرأي حول صعوبة تحقيق السرعة القصوى للرياضيين الشرقيين، حيث قاطع كل منهما حاجز الـ 10 ثواني في سباق 100 متر، وكان سو قد تصدر القائمة الخمسة الأولى على الإطلاق لأسرع العدائين في سباق 60 مترًا.

## تفسيرات لأوجه التفاوت في المشاركة والأداء

### عوامل فسيولوجية
وجد فحص عام 1994 لـ 32 كتابًا مدرسيًا للرياضة/التمارين الرياضية الإنجليزية أن سبعة اقترحوا أن هناك اختلافات فيزيائية حيوية بسبب العرق قد تفسر الاختلافات في الأداء الرياضي، وأعرب أحدهم عن حذره من الفكرة، ولم يذكر الـ 24 الآخرون المشكلة.

### العوامل الاجتماعية والاقتصادية
في فيلم عالقون في النهاية الضحلة: التعليم، والعرق، والحوسبة، تحدد الباحثة في جامعة كاليفورنيا في لوس أنجلوس، جين مارغوليس، تاريخ الفصل العنصري في السباحة في الولايات المتحدة لإظهار كيف تأثر الأشخاص الملونون حتى يومنا هذا بسبب عدم كفاية الوصول إلى مرافق السباحة والدروس. تؤكد مارغوليس أن الاختلافات الفسيولوجية بين المجموعات العرقية طفيفة نسبيًا وتقول: «في معظم حالات الفصل، تظهر الصور النمطية ونظم المعتقدات حول التركيب الجيني للجماعات العرقية المختلفة والقدرات الجسدية (والعيوب) لترشيد عدم المساواة في الوصول والتفاوتات الناتجة». وفقًا لمارغوليس، فإن الآراء المتعلقة بـ «مشاكل الطفو» للأمريكيين الأفارقة هي مجرد جزء من الفولكلور الذي ينتقل من جيل إلى جيل. تقترح جوان فيرانتي، أستاذة علم الاجتماع في جامعة كنتاكي الشمالية، أن الموقع الجغرافي والموارد المالية وتأثير الآباء والأقران والقدوة يشاركون في توجيه الأفراد من أعراق معينة نحو رياضات معينة وبعيدًا عن الآخرين.

### هابلوغروب الميراث
أظهرت الدراسات أيضًا أن القدرة الرياضية المتميزة ترتبط أيضًا بأنماط مختلفة لوراثة مجموعات الهابلوجروب. لاحظت موران وآخرون (2004) أنه بين فروع الدي إن إيه (الجينات الأبوية) التي تحملها الأثرياء الرياضيين في مجال القدرة الرياضية في إثيوبيا، تظهر علاقة إيجابية مع الأداء البارع في مجال القدرة البدنية للفئات هابلوغروب E-P2، هابلوغروب E-P2،هابلوغروب K-M9، بينما تكون مجموعة الهابلوجروب E3b1 أقل انتشارًا بشكل كبير بين الرياضيين الأثرياء في مجال القدرة الرياضية.

## التحيز العنصري والتمييز والفصل والاندماج
كان خط لون البيسبول، الذي تضمن دوري البيسبول الزنجي المنفصل، أحد الأمثلة على الفصل العنصري في الولايات المتحدة.
في الولايات المتحدة، وجدت دراسة أن شكلاً من أشكال التمييز العنصري موجود في كرة السلة في الدوري الاميركي للمحترفين، حيث حصل اللاعبون البيض على رواتب أعلى من رواتب السود المتعلقة بالأداء الفعلي. يقول فانك إن هذا قد يكون بسبب تمييز المشاهد. تزداد نسبة المشاهدة عندما تكون هناك مشاركة أكبر من قبل اللاعبين البيض، مما يعني ارتفاع دخل الإعلانات. هذا يفسر الكثير من فجوة الرواتب.
نظر الباحثون في أدلة أخرى على تمييز المستهلك الرياضي. تتمثل إحدى الطرق في مقارنة سعر التذكارات الرياضية، مثل بطاقات البيسبول. آخر يبحث في تصويت المعجبين لفرق كل النجوم. لا يزال آخر يبحث في الاستعداد لحضور الأحداث الرياضية. الأدلة مختلطة، حيث وجدت بعض الدراسات تحيزًا ضد السود والبعض الآخر لا. قد يتضاءل التحيز، إذا كان موجودًا، وربما يختفي، وفقًا لدراسة حول تصويت المعجبين لفرق كل نجوم البيسبول.

### دوري البيسبول الرئيسي
كان جاكي روبنسون أول أمريكي من أصل أفريقي يلعب مباراة كبرى في الدوري في 15 أبريل 1947. أحب جاكي رياضة البيسبول لكن هذا لم يكن هدفه الوحيد لجعل الشركات الكبرى. أراد أن يفسح المجال لمزيد من الأمريكيين الأفارقة للانضمام إلى الدوري. ومع ذلك، مع صراعات الأشخاص العنصريين في المدرجات، يطلق اللاعبون كلمات عامية عنصرية للاعبين أو المشجعين الآخرين، إلخ. لم يكن جاكي محبطًا من الكراهية لأنه لم يكن فقط أحد أفضل الأمريكيين الأفارقة الذين لعبوا اللعبة ولكنه أحد أفضل اللاعبين في تاريخ لعبة البيسبول.
السود في لعبة البيسبول الأمريكية
| سنة  | الدوريات الكبرى | سكان | نسبة |
| 1945 | 2%              | 10%  | 1:5  |
| 1959 | 17%             | 11%  | 3:2  |
| 1975 | 27%             | 11%  | 5:2  |
| 1995 | 19%             | 12%  | 3:2  |

انتهت قضية تحت التمثيل للسود في لعبة البيسبول في الولايات المتحدة خلال سنوات مبكرة من حركة حقوق الأمور المدنية. تشير أبحاث مارك أرمور ودانيال آر ليفيت من جمعية البحوث الأمريكية حول لعبة البيسبول إلى أن تمثيل الأعراق المختلفة في الدوري الرئيسي للبيسبول قد زاد منذ عام 1947. ووفقًا لأبحاثهم، بلغ تمثيل الأمريكيين الأفارقة ذروته في عام 1984 حيث وصل إلى 18.4%. ومع ذلك، كان التمثيل الأمريكي الأفريقي قد انخفض بشكل مستمر منذ ذلك الحين. في عام 2016، كان التمثيل الأمريكي الأفريقي قد انخفض إلى 6.7%.
وفقًا لأرمور وليفيت، فإن تمثيل اللاتينيين في لعبة البيسبول زاد بشكل مستمر منذ عام 1947. في تلك السنة، كان التمثيل يبلغ 0.7% فقط. منذ ذلك الحين، زاد تمثيل اللاتينيين في لعبة البيسبول بشكل كبير. في عام 2016، كان التمثيل اللاتيني يبلغ 27.4%.
أما بالنسبة لتمثيل الأمريكيين من أصل آسيوي في لعبة البيسبول، فقد كان أقل وفرة على مر تاريخ اللعبة وفقًا لأرمور وليفيت. لم يتجاوز تمثيلهم في الدوري الرئيسي 1% حتى عام 1999 عندما كان التمثيل يبلغ 1.2%. على الرغم من زيادة التمثيل، إلا أنها تحدث بوتيرة أبطأ بكثير مقارنة بالأعراق الأخرى. في عام 2016، كان تمثيل الأمريكيين من أصل آسيوي يبلغ 2.1% فقط، وهو ارتفاع طفيف عن عام 1999.
وفقًا لأرمور وليفيت، يشكل البيض الجزء الأكبر من تمثيل الأعراق المختلفة في الدوري الرئيسي. ومع ذلك، فقد انخفض تمثيلهم بشكل مستمر مع ارتفاع تمثيل الأمريكيين الأفارقة واللاتينيين والأمريكيين من أصل آسيوي. تشير أبحاث جمعية البحوث الأمريكية حول لعبة البيسبول إلى أن تمثيل البيض كان 98.3% في عام 1947. منذ ذلك الحين، انخفض التمثيل إلى 63.7% في عام 2016.
في مجلة بعنوان استخدام نظرية الهيكلة لجيدنز لفحص تضاؤل مشاركة الأمريكيين الأفارقة في لعبة البيسبول، تقول «أظهرت العديد من الدراسات أن الشباب الأمريكيين من أصل أفريقي هم أكثر عرضة للتشجيع من البيض وحتى توجيههم للعب كرة السلة على الرياضات الأخرى».

### الرابطة الوطنية لكرة السلة
على الرغم من أن الأمريكي الياباني واتارو ميساكا كسر حاجز الألوان الخاص بالاتحاد الوطني لكرة السلة في موسم 1947-48 عندما لعب لفريق نيويورك نيكس، إلا أن عام 1950 هو العام الذي اندمج فيه الدوري الاميركي للمحترفين. في ذلك العام انضم لاعبون أمريكيون من أصل أفريقي إلى عدة فرق؛ وكان من بينهم تشاك كوبر مع بوسطن سيلتيكس، نات «سويت ووتر» كليفتون مع نيويورك نيكس، وإيرل لويد مع واشنطن بوليتس.
في مثال آخر من مقابلة مع قاعدة قاعة مشاهير دوري كرة السلة الوطني الرابطة الوطنية لكرة السلة، كريم عبد الجبار، يقول: "بالنسبة للأشخاص من ذوي اللون، كانت الرياضة المحترفة دائمًا مرآة لموقف أمريكا تجاه العرق: طالما كان اللاعبون السود مقيدين من دخول الميدان، فإن بقية الأمريكيين السود لن يعتبروا حقًا متساوين، وهذا يعني أنهم لن يحصلوا على فرص تعليمية أو وظيفية متساوية". لعب عبد الجبار في دوري كرة السلة الوطني لمدة 20 موسمًا يعود تاريخها إلى عام 1969.

### الرابطة الوطنية لكرة القدم
شارك اللاعبون السود في دوري كرة القدم الوطني الأمريكي منذ بدايته في عام 1920؛ ومع ذلك، لم يكن هناك لاعبون أفارقة الأمريكيين من عام 1933 حتى عام 1946. هناك الكثير من التكهنات حول السبب الذي أدى إلى تنفيذ هذه "اتفاقية السادة"، كما جرت تسميتها، خلال هذه الفترة. يرى البعض أن السبب الرئيسي كان بسبب الكساد الاقتصادي الكبير. كانت الوظائف صعبة الحصول عليها، وبالتالي أصبحت العلاقات العرقية أكثر توترًا مع اعتبار الأمريكيين الأفارقة وغيرهم من الأقليات على أنهم "تهديدات". أخيرًا، في عام 1946، قاوم فريق لوس أنجلوس رامز هذه "الاتفاقية" غير الرسمية واختار كيني واشنطن بالإضافة إلى وودي سترود في نفس العام. وكانت آخر فرق دوري كرة القدم الوطني التي كسرت هذه الاتفاقية هي واشنطن ريدسكينز، الذين وقعوا عقدًا مع بوبي ميتشل في عام 1962.
في أكتوبر 2018، توفي جورج تاليافيرو، أول لاعب أمريكي أفريقي في دوري كرة القدم الوطني، عن عمر يناهز 91 عامًا. على الرغم من أن جورج كان أول لاعب أمريكي أفريقي يتم اختياره للعب في دوري كرة القدم الوطني، إلا أن أول لاعب أمريكي أفريقي لم يتم اختياره كربان للفريق حتى عام 1953، عندما تم اختيار ويلي ثروير للعب مع فريق شيكاغو بيرز. ولم يحدث هذا حتى بعد مرور 14 عامًا، أي في عام 1967، حتى تم انتخاب أول لاعب أمريكي أفريقي، إملن تونل، لدخول قاعة مشاهير دوري كرة القدم الوطني.

### دوري الهوكي الوطني
في 16 نوفمبر 1926، انضم الأمريكي الأصلي تافي أبيل إلى فريق نيويورك رينجرز، وكسر حاجز ألوان دوري الهوكي الوطني وصنع التاريخ كأول أمريكي أصلي يلعب في دوري الهوكي الوطني منذ تأسيسه في عام 1917. في 18 يناير 1958، انضم ويلي أوري إلى بوسطن بروينز في مباراة ضد مونتريال كنديانز، وصنع التاريخ كأول شخص أسود يلعب في دوري الهوكي الوطني. بعد حوالي 16 عامًا، أصبح مايك مارسون ثاني لاعب أسود ينضم إلى الدوري مع توسعه في واشنطن كابيتالز. بعد عقود، كشف تحليل عام 2020 أن الأشخاص الملونين لا يزالون يشكلون أقل من 5% من اللاعبين في دوري الهوكي الوطني وأنه من بين 377 مدربًا رئيسيًا تم تعيينهم على مدار 102 عامًا، كان واحد فقط من السود.
على الرغم من أن تمثيل السود في دوري الهوكي الوطني ناقص بشكل واضح، إلا أن هذا لا يعكس على الإطلاق مشاركتهم في هذه الرياضة وتطورها. في الفترة من 1895 إلى 22 عامًا قبل إنشاء دوري الهوكي الوطني، تأسس دوري الهوكي الملون في نوفا سكوتيا، كندا. كان هذا أول دوري منظم للهوكي على الإطلاق، وفي ذروته كان يضم مئات اللاعبين في أكثر من اثني عشر فريقًا. استمر الموسم من أواخر يناير إلى أوائل مارس حيث لم يُسمح لهم بالوصول إلى حلبات التزلج على الجليد إلا عندما أنهت البطولات البيضاء فقط مواسمها، تاركة دوري الهوكي الملون مع أسوأ الظروف الجليدية وبعد ذلك مع موسم أقصر بكثير. أجبرت التوترات السياسية والعرقية الرابطة على التفكك في عام 1905 حيث لم يعد مسموحًا لها باستخدام الساحات على الإطلاق، بغض النظر عن الوقت من العام. في عام 1921، أعيد تشكيل الدوري على نطاق أصغر مع ثلاثة فرق فقط لكنه كافح لكسب الجذب والحفاظ عليه. بحلول منتصف الثلاثينيات من القرن الماضي، أصبح دوري الهوكي الوطني يتمتع بشعبية كبيرة بينما اختفى دوري الهوكي الملون تمامًا.
على الرغم من الحواجز العديدة المفروضة على دوري الهوكي الملون، فقد ورد أنهم كانوا قادرين على المنافسة مثل بطولات الدوري البيضاء فقط بينما أظهروا أسلوبًا أسرع وأكثر عدوانية في اللعب وقدموا مساهمات ثورية في الرياضة. اللقطة اللامعة، على سبيل المثال، اخترعها نجم دوري الهوكي الملون إيدي مارتن وشاعها لاحقًا اللاعبون البيض في دوري الهوكي الوطني. بالإضافة إلى ذلك، كان هنري أول حارس مرمى ينزل إلى الجليد لإنقاذ ؛ كما تم نشر «أسلوب الفراشة» هذا بعد سنوات عديدة من قبل اللاعبين البيض ولا يزال عنصرًا أساسيًا في اللعبة الحديثة.

### رابطة لاعبي الغولف المحترفين
في عام 1961، تم حذف شرط «القوقازيين فقط» من دستور اتحاد لاعبي الغولف المحترفين في أمريكا.
طوال تاريخ اللعبة، لم تشمل لعبة الجولف العديد من اللاعبين الأمريكيين من أصل أفريقي، وغالبًا ما حُرموا من فرصة لعب الجولف. ومع ذلك، وجد الكثيرون طريقة للعب اللعبة على أي حال. وفقًا لمقال نشره السجل الأمريكي الأفريقي بعنوان الأمريكيين من أصل أفريقي والجولف، وهو تاريخ موجز، "قاتل اتحاد الجولف المحترف في أمريكا بقوة وحتى عام 1961، حافظ بنجاح على مكانته البيضاء بالكامل. أنشأ لاعبو الغولف السود (آنذاك) منظمتهم الخاصة من المحترفين المتجولين."
كان لتايجر وودز تأثير كبير على لعبة الجولف، خاصة بين الأقليات. يذكر المقال، الأمريكيون من أصل أفريقي والجولف، تاريخ موجز، "مع صعود تايجر وودز ولعبة الجولف الخاصة به يأتي اهتمام ومشاركة متزايدين من الأقليات الشابة في اللعبة. وهو نفسه يتصور هذا التأثير في السنوات العشر القادمة عندما يبلغون سن الرشد ويتطورون جسديًا أيضًا. " يأمل وودز أن تستمر مشاركة الأقليات في الزيادة في المستقبل.
البحث المحيط بالوصف المستخدم حول الرياضيين البيض والسود في وسائل الإعلام وكيف أثرت الصور النمطية للرياضيين السود على تايجر وودز في رياضة ذات أغلبية بيضاء، لأن تايجر وودز كان لاعب الجولف الأسود الوحيد في جولة رابطة الجولف الأمريكية المحترفة، فقد تلقى تعليقات مختلفة تتعلق بالسود. الصور النمطية التي لم يفعلها لاعبو الجولف الآخرون في الجولة.
تتزايد مشاركة الأمريكيين من أصل أفريقي في لعبة الجولف. في مجلة بعنوان برامج الثقافة الأمريكية الأفريقية وتنمية المهارات البدنية: التأثير على لعبة الجولف بعد تايجر وودز، تقول "أبلغ سميث (1997) عن بيانات من دراسة أجرتها مؤسسة الغولف الوطنية في الولايات المتحدة تشير إلى وجود 676 000 لاعبي غولف أمريكيين من أصل أفريفي الولايات المتحدة (2,7%) (24.7).
مع زيادة مشاركة الأمريكيين من أصل أفريقي، زادت أيضًا المشاركة الآسيوية في لعبة الجولف الاحترافية. وفقًا لمقال نشرته جولف ويك بعنوان الرقم القياسي للاعبي الجولف الآسيويين يتنافسون على ماسترز جلوري، كان هناك 10 لاعبي غولف وهو رقم قياسي في البطولة.
وفقًا لمقال أين جميع لاعبي الغولف السود، بعد ما يقرب من عقدين من وصول تايجر وودز، لا تزال لعبة الجولف تكافح من أجل جذب الأقليات، اعتبارًا من عام 2013 كان هناك 25.7 مليون لاعب غولف: كان هذا يتكون من 20.3 مليون من البيض و 3.1 مليون من أصل إسباني و 1.3 مليون أمريكي من أصل أفريقي و 1 مليون أمريكي آسيوي. لا يزال الافتقار إلى التنوع واضحًا جدًا في لعبة الجولف اليوم.

### مناصب السلطة: التدريب والإدارة
في إشارة إلى لاعبي الوسط والمدربين والمديرين الرياضيين، وصف كينيث إل شروبشاير من مدرسة وارتون بجامعة بنسلفانيا عدد الأمريكيين الأفارقة في «مناصب السلطة» بأنه «منخفض للغاية». في عام 2000، كان 78% من اللاعبين في الدوري الاميركي للمحترفين من السود، لكن 33% فقط من مسؤولي الدوري الاميركي للمحترفين كانوا من الأقليات. يُعزى الافتقار إلى الأقليات في مناصب القيادة إلى الصور النمطية العرقية وكذلك «شبكات الفتيان المسنين» وشبكات الإداريين البيض داخل عرقهم. في عام 2003، نفذ اتحاد كرة القدم الأميركي قاعدة روني، التي تتطلب من الفرق التي تبحث عن مدرب رئيسي جديد إجراء مقابلة مع مرشح أقلية واحد على الأقل.
مع عدد غير كاف من الأقليات في المناصب التنفيذية في دوري كرة القدم الوطني، قرر الدوري تعديل قاعدة روني لتشمل فرض على الفرق إجراء مقابلات مع أقليات لشغل وظائف مديري الفرق. كان هناك رد فعل سلبي حيال فعالية هذه القاعدة وما إذا كانت هناك حاجة إلى مزيد من التعديلات عليها. حتى عام 2022، هناك ستة مدربين رؤساء من الأقليات في دوري كرة القدم الوطني: لوفي سميث، مايك توملين، رون ريفيرا، روبرت صلاح، تود بولز، ومايك ماكدانيل. بسبب التمييز العنصري، الذي تعرفه اي بي أخبار ومجلة بأنه "نوع من أنواع عدم المساواة الاجتماعية الذي يشمل التجارب الناتجة عن الأنظمة القانونية وغير القانونية للتمييز". وقد أسفر عن نتائج غير متكافئة وصراع على السلطة. يتم تمثيل الغالبية العظمى من مدربي الأقليات في وظائف أو مدربين مساعدين. مع تنافس الكثير من الأشخاص [الأقليات] على مناصب التدريب الرئيسية بإمدادات محدودة فقط، فإنه يسمح لعدد قليل جدًا من مدربي رؤساء الأقليات بالحصول على رواتب رائعة بينما يحصل الباقون على متوسط أو رواتب منخفضة. ليست الشؤون المالية مشكلة فحسب، بل إن المواهب التي يتم تقديمها يتم النظر فيها في النهاية لأن مدربي الأقليات لا يتم تعيينهم وأن اتحاد كرة القدم الأميركي يفي بالوضع الراهن، على الأقل إجراء مقابلات مع الأقليات لمناصب التدريب الرئيسي والمدير العام. تلعب الشبكات الاجتماعية أيضًا دورًا كبيرًا في كيفية تعيين المدربين.
الديناميات القوية بين أصحاب الأندية واللاعبين في دوري كرة القدم الوطني قد أسفرت عن تكون عدم المساواة العنصرية بين الطرفين. هناك 30 مالكًا من اللون الأبيض من بين 32 فريقًا في دوري كرة القدم، بينما يوجد فقط مالكان من اللون (أحدهما من باكستان والآخر من أصل آسيوي). وفقًا لريتشارد روث، محامي رياضي قد نوّه لتمثيله لبيتون مانينغ، قال: "22 من الفرق في دوري كرة القدم تمتلكها نفس الشخص أو العائلة لمدة على الأقل 20 عامًا". وأدعى الدكتور ريتشارد لابتشيك، مدير معهد التنوع والأخلاقيات في الرياضة، قائلاً: "الذين يدعون أصحاب الأندية إلى نقابتهم - وهي نقابة بالغة السيطرة - هم يختارون أنفسهم". يجب أن يكون أصحاب الفرق غنيين للغاية حيث تكون تكلفة الفرق "تتجاوز مليار دولار". بسبب عدم المساواة في الثروة في الولايات المتحدة، هناك قليل من الأثرياء السود الذين يمكن أن يكونوا مرشحين محتملين. علاوة على ذلك، من وجهة نظر الطبقة الاجتماعية، يكون من الصعب جدًا وجود مالك أسود حيث "قليلون جدًا من الأشخاص السود هم جزء من أندية الأثرياء".
العديد من المشاكل العرقية التي تظهر في الرياضة موجودة بسبب الافتقار إلى التنوع في الملكية. الوجود السائد للمالكين البيض في الرياضة يثير إسفينًا بين أعضاء المنظمة. السرد الذي تصوره الملكية في الرياضة يرسم نفس الصورة للعبد والمالك منذ 400 عام. أشعل لاعب الدوري الاميركي للمحترفين درايموند جرين نقاشات حول العلاقة بين ملكية الفريق واللاعبين. في عام 2017، صرح جرين أن الدوري الاميركي للمحترفين يجب أن يفكر حقًا في مصطلح «المالك» واستخدامه الذي يعود إلى العبودية، مع الأخذ في الاعتبار أن غالبية لاعبي الدوري الاميركي للمحترفين من السود وأن جميع ملكية الفريق تقريبًا بيضاء. كانت هذه حقيقة تقريبًا تاريخ المنظمات الرياضية بأكمله. في عام 1994، شكل السود 80% من لاعبي اتحاد كرة القدم الأميركي، و 65% من لاعبي الدوري الاميركي للمحترفين، و 18% من لاعبي بطولة البيسبول الكبرى، ولكن أقل من 10% من ملكية الفريق. بعد 25 عامًا، لم تتغير النسبة المئوية للرياضيين السود وأصحاب الفرق كثيرًا حيث يمثل السود 70% من لاعبي اتحاد كرة القدم الأميركي، 81% من لاعبي الدوري الاميركي للمحترفين، و8% من لاعبي الدوري الأمريكي الممتاز. لا تزال ملكية الفريق أقل من 10%. ومع ذلك، فإن الشيء الوحيد الذي تغير مع مرور الوقت هو مصطلح الملكية في الدوري الاميركي للمحترفين: أعلن مفوض الدوري الاميركي للمحترفين آدم سيلفر في يونيو 2019 أن المنظمة لن تستخدم بعد الآن مصطلح «المالك» وستشير الآن إلى المالكين كمحافظين ومالكين جزئيين كبديل المحافظين.
بغض النظر عن نقص وجود أصحاب أمريكيين من أصل أفريقي في الملكية، يحصل أصحاب الفرق على مئات المرات مما يحصل عليه اللاعبون. وهذا يشبه عدم المساواة في الدوري الوطني لكرة القدم الأمريكي بين أصحاب الفرق واللاعبين. وفقًا لتقرير صادر عن غرين باي باكرز، حقق الدوري الوطني لكرة القدم الأمريكي 7.808.000 دولار من صفقات التلفزيون وقسمها بالتساوي على 32 فريقًا. وهذا يعني أن كل مالك الرابطة الوطنية لكرة القدم"حقق 244 مليون دولار في العام الماضي 2016". وعلى النقيض من ذلك، كان "متوسط لاعب الرابطة الوطنية لكرة القدم يحقق 2.1 مليون دولار في عام 2015". يحقق أصحاب هذه الفرق مئات المرات مما يحصل عليه اللاعبون. وهذا يشبه الفارق في الأجور بين الرؤساء التنفيذيين والعمال العاديين في الشركات. أدعى البروفيسور بفير، أستاذ عدم المساواة الاجتماعية في جامعة ميشيغان، قائلاً: "يحقق الرؤساء التنفيذيين أكثر من 350 مرة ما يحققه العامل العادي". لكن عمل أصحاب الفرق ليس قيمته مئات المرات أكثر من عمل اللاعبين. ومع ذلك، فإن ديناميات القوة والسياسات في هيكل الدوري هي التي تسمح لأصحاب الفرق بتحقيق مبالغ أكبر بكثير.
شبيهةٌ بالاختلاف بين مشاركة وقيادة السود في الدوريات الرياضية المحترفة الأمريكية، كانت رياضات الجامعات الأمريكية تظهر أيضًا نسبةً منخفضة من المسؤولين والمدربين بالمقارنة مع عدد الرياضيين. على سبيل المثال، خلال العام الأكاديمي 2005-2006، كانت للرياضات ذات الإيرادات العالية في رياضات الجامعات الأمريكية (كرة السلة وكرة القدم) 51 في المائة من الرياضيين الطلاب من السود، بينما كانت نسبة المدربين الرئيسيين السود في نفس الرياضات ذات الإيرادات العالية هي فقط 17 في المائة. أيضًا، في نفس العام 2005-2006، كان 5.5 في المائة فقط من المديرين الرياضيين في القسم الأول (المؤسسات البيضاء بشكل أساسي)، من السود. يقترح تيري بودين، مدرب كرة القدم الأبيض البارز في القسم الأول، أن السبب وراء عدم تعيين العديد من رؤساء الجامعات لمدربين سود هو «لأنهم قلقون بشأن رد فعل الخريجين والمتبرعين». يشير بودين أيضًا إلى "الموهبة غير المستغلة" موجودة ضمن صفوف المدربين المساعدين في القسم الأول لكرة القدم. تدعم البيانات هذا الادعاء، حيث كان 26.9 بالمائة من مدربي القسم الأول المساعدين خلال العام 2005-06 في رياضات إيرادات الرجال من السود، نسبة أعلى بشكل ملحوظ من المدربين الرئيسيين. فيما يتعلق بالمناصب الإدارية، كانت تركز بشكل كبير في أيدي البيض. حتى في عام 2009، كانت 92.5 في المائة من رؤساء الجامعات في فرق الـتقسيم كرة القدم من اللون الأبيض، و87.5 في المائة من مديري الأقسام الرياضية من اللون الأبيض، وكان 100 في المائة من مفوضي الاتحادات من اللون الأبيض. على الرغم من هذه الإحصائيات، أصبح المدربون السود أكثر انتشارًا على مستوى تقسيم كرة القدم. اعتبارا من عام 2012، هناك الآن 15 مدرب أسود في كرة القدم، بما في ذلك الآن 3 في لجنة الأوراق المالية والبورصات، وهو مؤتمر لم يوظف أول مدرب أسود حتى عام 2003.

### مقاعد منفصلة
في عام 1960، قامت فرقة هيوستن أويلرز بتنفيذ سياسة في ملعب جيبسن لفصل الجماهير السوداء عن الجماهير البيضاء. رفض كليم دانيالز وآرت باول وبو روبيرسون وفريد ويليامسون من فريق أوكلاند رايدرز اللعب في ملعب يفرق بين المقاعد. ونتيجة لذلك، تم نقل مباراة عام 1963 ضد نيويورك جيتس إلى ملعب آخر.

### جدل التميمة
استخدام أسماء وصور الهنود الحمر في تسميات الفرق الرياضية أو في السلع التذكارية للفرق هو موضوع يثير الكثير من النقاش والجدل في الرياضة الأمريكية، حيث قام بعض ممثلي الهنود الحمر بالاعتراض على مثل هذا الاستخدام بدون مفاوضات وإذن صريح.

### واشنطن رد سكينز
في يوليو 2020، ونتيجة للضغط المتزايد من فيديكس، الذي كان يمتلك حقوق تسمية ملعب الفريق وعدة مساهمين، قرر فريق واشنطن ريدسكينز تغيير اسمه إلى فريق واشنطن فوتبول تيم. كان اسم الفريق يُعتبر عنصريًا من قبل العديد من مجموعات الهنود الحمر. في عام 2022، أعيد تسمية الفريق إلى واشنطن كوماندرز.

### الجدل داخل أتلانتا هوكس
لديه نادي أتلانتا هوكس العديد من الحالات التي تكون فيها التمييز العنصري قضية تشغل الهيئة التنظيمية. في عام 2012، قدم بروس ليفينسون، حينها مالك الأغلبية في نادي أتلانتا هوكس في دوري كرة السلة الوطني، تقييمًا في بريد إلكتروني لإدارة الفريق حول تقدم عمليات اللعب لنادي أتلانتا هوكس. في البريد الإلكتروني، يقول ليفينسون في البداية إن عمليات اللعب ليست قلقًا، ولكنها أصبحت الآن كذلك بسبب نقص قاعدة المشتركين الذين يملكون تذاكر الموسم بسبب التكوين الديموغرافي للحاضرين في المباريات والأشخاص المعنيين بعمليات اللعب. يدعي ليفينسون أنه قيل له أنه لن تبيع تذاكر الموسم لأن الذكور البيض في الفئة العمرية من 35 إلى 55 عامًا والشركات ليسوا هم الهدف في جميع جوانب عمليات اللعب. عندما طُلِبَ منه تقديم إجابات، لم يقدم أي شخص مساعدة إضافية للعثور على الحل. كان آنذاك لاحظ وجود 70% من الحاضرين من السود في المباريات، ووجود فرق الشيرات في المباريات من السود، وأن الموسيقى كانت هيب هوب، وكانت زبائن الحانات في الأرينا 90% من السود، وكان هناك قلة من الآباء والأبناء، وكانت الحفلات بعد المباريات إما هيب هوب أو إنجيل.
رغم أن البريد الإلكتروني تم إرساله إلى الفريق في عام 2012، لم يتم الكشف عنه حتى خلال تحقيق في حادثة ثانية تضمنت تصريحات عنصرية فيما يتعلق بـ لوآل دينغ (لاعب كرة السلة البريطاني المولود في ما هو الآن جنوب السودان). في عام 2014، كان داني فيري رئيس فريق أتلانتا هوكس. في تقرير استطلاع حول لوآل دينغ، أشار فيري إلى أن دينغ يظهر بصفة جيدة من الخارج، ولكن على الرغم من أنه يبدو شخصًا جيدًا، إلا أنه أفريقي. وتابع فيري في المقارنة بين دينغ و"واجهة المتجر الأفريقي التي تبدو رائعة ولكن هناك قسم سوق سوداء في الخلف".
تصبح هذه التصريحات المشكلة التي أدلى بها كل من داني فيري وبروس ليفينسون القوة الدافعة وراء بيع فريق أتلانتا هوكس. سيتم شراء فريق أتلانتا هوكس مقابل تقريبًا 730 – 850 مليون دولار من قبل توني ريسلر. بسبب التغاضي عنها بسبب حادثة عنصرية بين دونالد ستيرلينغ ولوس أنجلوس كليبرز، لم تحظى هيئة أتلانتا هوكس بالكثير من الانتباه الإعلامي.

### تعزيز الوئام العنصري وكسر الصور النمطية
الفروق العنصرية في دوري كرة القدم الوطني الأمريكي تظهر أيضًا بين مراكز اللاعبين. وفقًا لمقال في "الذي لا يقهر"، فإن جميع المراكز ظلت تشهد تمثيلًا كبيرًا للاعبين الأمريكيين من أصل أفريقي في الفترة بين عامي 1999 و 2014، حيث كان اللاعبون من أصل أفريقي يفوقون عدد اللاعبين البيض في عدة مراكز. ومع ذلك، كان هذا التأثير أقل وضوحًا في مراكز السنتر والكوارترباك: في عام 1999، كانت نسبة اللاعبين البيض في مركز السنتر 75% مقارنة بـ 20% للاعبين من أصل أفريقي، بينما كانت نسبة اللاعبين البيض في مركز الكوارترباك 81% مقارنة بـ 18% للاعبين من أصل أفريقي. على الرغم من أن عدد الأمريكيين البيض فاق عدد الأمريكيين الأفارقة في هذه المناصب، إلا أن النسب المئوية أظهرت مع ذلك زيادة كبيرة في تمثيل الأمريكيين الأفارقة (~ 13% من إجمالي سكان الولايات المتحدة) بين لاعبي الوسط والوسط مقارنة بالأمريكيين البيض (~ 82% من إجمالي السكان). في عام 2014، أظهرت مركز السنتر تمثيلًا أكثر تناسبًا، حيث كان 81% من اللاعبين من اللون الأبيض و 16% من أصل أفريقي، في حين كان عدد لاعبي الكوارترباك البيض قد انخفض قليلاً في نفس الإطار الزمني (مع تزامن زيادة قدرها 1% في عدد لاعبي الكوارترباك من اللون الأسود). دراسة قامت بها جامعة كولورادو تفحص الصور النمطية العنصرية تجاه لاعبي الكوارترباك في دوري كرة القدم الوطني الأمريكي أظهرت أن "المشاركين السود نمطوا على حد سواء العرقين بشكل أقوى. مما يشير إلى أن اللاعبين السود قد لا يعتقدون أنهم مؤهلون لتكونوا لاعبي كوارترباك محترفين". تابعت الدراسة بالقول: "كانت مصطلحات القوة البدنية والقدرة الطبيعية تتعلق بشكل أكبر بالكوارترباك السود، بينما كانت القيادة والذكاء تتعلق بشكل أكبر بالكوارترباك الأبيض". يعتقد أن هذه التحيزات تعكس كيف يُنظر إلى لاعبي كرة القدم من قبل الجمهور العام، ويفترض أن لها تأثيرًا على التصورات بين الشبان أيضًا.
وفقًا لويليام جينز، أستاذ التعليم في جامعة ولاية كاليفورنيا، لونج بيتش، كان التجمع في أول عيد شكر في الولايات المتحدة محاولة لخلق تناغم عرقي من خلال الألعاب والمسابقات الرياضية التي تضمنت الجري وإطلاق النار والمصارعة. أكد هوبينغ لينغ، أستاذ التاريخ في جامعة ولاية ترومان، أن مشاركة الطلاب الصينيين في الرياضة ساعدت في كسر الصور النمطية المحلية في منطقة سانت لويس خلال عشرينيات القرن الماضي. يُظهر تاريخ التوتر العنصري هذا في المنافسة بين البيض والأقليات محاولة لإثبات الإنسانية والمساواة وحتى تفوقهم أحيانًا في الملعب. من خلال القيام بذلك، كانت مجموعات الأقليات تأمل في أن تكون الرياضة مصدرًا للفخر العرقي الذي سيؤدي في النهاية إلى الحراك الاجتماعي التصاعدي. ومع ذلك، في وقت مبكر من عام 1984، تم توجيه النقد ضد هذه الأفكار. انتقد عالم الاجتماع الرياضي هاري إدواردز علانية الأمريكيين الأفارقة باعتبارهم «متآمرين» في استغلال أطفالهم من قبل المؤسسة الرياضية التي يهيمن عليها البيض. أكد إدواردز أن الصور النمطية مثل «اللاعبون الأغبياء» لم تولد بل تم إنشاؤها اجتماعيًا وغذتها التوقعات المنخفضة ومجتمعاتهم والمؤسسات التعليمية التي تشجع الرياضة بشكل مفرط. على الرغم من تصور مؤسسة رياضية يهيمن عليها البيض، أظهرت الأبحاث أن هناك تركيزًا أكبر على الرياضة كمسار وظيفي محتمل في المجتمع الأمريكي الأفريقي مقارنة بالمجتمع الأبيض. تابع إدواردز بالقول إن التركيز الكبير على الإنجاز الرياضي كوسيلة لمجموعات الأقليات، وتحديداً الإشارة إلى الأمريكيين من أصل أفريقي، لتحقيق مستوى معين من الأهمية هو تقليل من أهمية المساعي الفكرية. يشير جون هوبرمان، في كتاب داروين الرياضيون: كيف أضرت الرياضة بأمريكا السوداء وحافظت على أسطورة العرق، إلى أن هذا التركيز على أهمية القدرة الرياضية في المجتمع الأمريكي الأفريقي قد دفع العديد من الشباب بعيدًا عن المساعي المهنية الأكثر واقعية. يقترح أن هذه الفكرة تعزز بشكل أكبر مفهوم التفوق الرياضي الفطري للسود.على الرغم من التصورات المتضاربة للرياضة كأداة مواءمة، لا يزال العديد من الباحثين يعتقدون أنه لم يتغير الكثير للتخفيف من المشهد المتوتر عنصريًا الذي يعتقد الكثيرون أنه متأصل في المجتمع الحالي.
النساء السود + التزلج على الجليد
تتمتع التزلج غلى الجليد بتمثيل كبير للنساء السود. في دورة الألعاب الأولمبية الشتوية 2018، ظهرت فرق الزلاجة النيجيرية والجامايكية لأول مرة. الولايات المتحدة وبريطانيا وكندا وألمانيا لديها أيضًا نساء سوداوات يتنافسن في الزلاجات على المستوى الأولمبي. يرجع التنوع العالي إلى حد ما إلى تجنيد الرياضيين من الرياضات الأخرى، وخاصة المسار.
تشمل النساء السود اللاتي شاركن في التزلج الجماعي: فونيتا فلاورز، وإيلانا مايرز تايلور، ولورين ويليامز، وسيلفيا هوفمان.

## النشاط العنصري في الرياضات الاحترافية الأمريكية
تم العثور على النشاط العنصري في العديد من البطولات الرياضية المحترفة مثل الاتحاد الوطني لكرة السلة والدوري الوطني لكرة القدم.

### الرابطة الوطنية لكرة السلة
بعد ظهور قضية تريفون مارتن، قام لاعبو الدوري الاميركي للمحترفين بما في ذلك ليبرون جيمس وديوان وايد وكريس بوش وغيرهم من لاعبي ميامي هيت في ذلك الوقت بالتقاط صورة بقلنسوة، الزي الذي كان يرتديه تريفون مارتن عندما قُتل. في ديسمبر 2014، ارتدى ليبرون جيمس وغيره من كليفلاند كافالييرز، بما في ذلك كيري إيرفينغ، قمصانًا سوداء تحتوي على اقتباس «لا أستطيع التنفس» بعد وفاة إريك غارنر الذي وضعه ضابط شرطة نيويورك في قبضة خنق. منذ ذلك الحين، كان ليبرون جيمس في نزاعات عامة عبر تويتر وانستغرام، مما عار على دونالد ترامب ومحللة الأخبار لورا إنغراهام التي طلبت علانية من ليبرون جيمس «الصمت والمراوغة»، مما يشير إلى أن ليبرون مفيد فقط لقدراته الرياضية. ثم ذهب ليبرون وحول هذا الشعار «اصمت وراوغ» إلى عنوان سلسلة شوتايم التي بثها في أكتوبر 2018. يركز العرض على الرياضيين الذين يغيرون سرد ما يعنيه أن تكون رياضيًا أسود بمعنى أن المزيد والمزيد من الرياضيين يتحدثون في الوقت الحاضر عن الموضوعات السياسية والعرقية الجارية في الولايات المتحدة.

### الدوري الوطني لكرة القدم
في مباراة استعراضية قبل بداية موسم 2016 ضد فريق سان دييغو تشارجرز، اختار كولن كابيرنيك، الربع الخلفي لفريق سان فرانسيسكو 49، الجلوس على ركبته بدلاً من الوقوف تضامنًا مع زملائه لأداء النشيد الوطني الأمريكي. قام بذلك للتوعية حول ضحايا العنف الشرطي وقضايا قهر الأقليات في أمريكا. يعتبر الكثيرون كابيرنيك بطلاً لتوعيته بالقضايا الاجتماعية الهامة. ومع ذلك، أثارت أفعاله ردود فعل عنيفة من قبل الجماهير ووسائل الإعلام الذين انتقدوه لاعتبارهم أنه يتصرف بشكل معادٍ للولايات المتحدة ويستهزئ بالقوات الأمريكية. بالإضافة إلى ذلك، بدأ لاعبون من فرق أخرى في الجلوس على ركبتهم بدلاً من الوقوف أثناء أداء النشيد الوطني. وعند سؤاله من قبل وسائل الإعلام، قال: "لن أقف لأظهر فخري بالعلم لبلد يقمع الناس السود والألوان." وواصل: "إذا أخذوا الكرة الأمريكية مني، وعقود الإعلانات، فإنني أعلم أنني قفزت للدفاع عن الصواب. " ووفقًا لسياسة الاتحاد الوطني لكرة القدم الأمريكية، "لا يوجد قاعدة تفرض على اللاعبين الوقوف أثناء أداء النشيد الوطني."
فعل كابيرنيك شجّع العديد من اللاعبين الآخرين على الجلوس أيضًا خلال أداء النشيد الوطني. زعم بوب ماكنير، مالك فريق هيوستن تكسانز، "لا يمكن أن يديروا السجن السجناء" خلال اجتماع مع أصحاب الفرق وبدون لاعبين حاليين. بعد انتهاء الاجتماع، زعم تروي فينسنت، اللاعب السابق في مركز الدفاع لفريق ميامي دولفينز، "في كل سنواتي في اللعب في الدوري الوطني لكرة القدم الأمريكية، تم استدعائي بأي اسم يُمكن تخيله، بما في ذلك كلمة النيغرو، ولكني لم أشعر يومًا بأنني كسجين". عدة لاعبين انتقلوا إلى وسائل التواصل الاجتماعي للاحتجاج على الخطاب العنصري لبوب ماكنير. رد ريتشارد شيرمان عبر تويتر قائلاً: "أستطيع أن أقدر صراحة الناس. لا تعتذر! لقد كنت تقصد ما قلته. إظهار الألوان الحقيقية يسمح للناس برؤيتك على حقيقتك". غرد ديمون هاريسون الأب، «... هل أيقظ ذلك تم التداول بتصريحات عنصرية حول الرياضيين من ذوي اللون على مر العصور. وفي عام 2007، وصف المذيع الإذاعي دون إيماس فريق كرة السلة للسيدات في جامعة روتجرز بأنه "نساء ذات شعورة رؤوسهن" في برنامجه الإذاعي "إيماس في الصباح". وفيما بعد، أعلن أن المواجهة بين فريق روتجرز وخصومهم تبدو كمواجهة بين "الجيجابوس والمحاكين."بعضكم الآن ؟»
ادعى كابيرنيك أنه تعرض لضربة سوداء من قبل جميع الفرق الـ 32 بعد إطلاق سراحه بسبب احتجاجه في الميدان لدعم حركة حياة السود مهمة. ركزت الإعلانات بعد إطلاق سراحه على شعار بسيط "صدق شيئًا ما. حتى لو كان ذلك يعني التضحية بكل شيء ". في عام 2019، دخل فنان هيب هوب ورجل الأعمال جاي زي في شراكة مع اتحاد كرة القدم الأميركي في تعزيز جهود العدالة الاجتماعية. كمؤيد لجهود كابيرنيك في الاحتجاج على العنف الشرطي ضد السود في أمريكا، أصبح جاي-زي وسيطًا بين الاتحاد الوطني لكرة القدم الأمريكية والمجتمع الأمريكي الأسود. جنبًا إلى جنب مع مفوض الدوري الوطني لكرة القدم روجر غوديل، بذل جاي-زي جهودًا لتصحيح العلاقة بين كابيرنيك والدوري الوطني لكرة القدم من خلال تنظيم جلسة تدريب للربع الخلفي السابق لفريق سان فرانسيسكو 49رز لعرض مواهبه أمام جميع الفرق التي تحتاج إلى ربع خلفي. في وقت لاحق من عام 2019، اتفق كابيرنيك والدوري الوطني لكرة القدم على إجراء جلسة تدريب لعرض مواهبه كربع خلفي تنافسي ومرشح محتمل للفوز بكأس السوبر.تدور العديد من الخلافات حول شفافية هذه الجلسة التدريبية، وتتراوح الاتهامات بأن كابيرنيك يسعى ببساطة إلى استغلال الوضع لتحقيق ربح شخصي في وسائل التواصل الاجتماعي. ورغم احتياج العديد من الفرق إلى ربع خلفي، إلا أن كابيرنيك لا يزال بدون فريق.

## قضايا في التعليق الرياضي
تم التداول بتصريحات عنصرية حول الرياضيين من ذوي اللون على مر العصور. وفي عام 2007، وصف المذيع الإذاعي دون إيماس فريق كرة السلة للسيدات في جامعة روتجرز بأنه "نساء ذات شعورة رؤوسهن" في برنامجه الإذاعي "إيماس في الصباح". وفيما بعد، أعلن أن المواجهة بين فريق روتجرز وخصومهم تبدو كمواجهة بين "الجيجابوس والمحاكين."
في عام 1988، أعلن المعلق الرياضي جيمي "ذا جريك" سنايدر نظريته حول سبب قدرة الأمريكيين السود على الرياضة أكثر من الأمريكيين البيض: "الرجل الأسود هو رياضي أفضل بالأصل لأنه تم تربيته ليكون هكذا، بسبب فخذيه العاليين والكبيرين اللذين يمتدان إلى ظهره، ويمكنهم القفز أعلى والجري بسرعة أكبر بسبب فخذيهم الأكبر، وهو مربي ليكون رياضيًا أفضل لأن هذا يعود إلى حرب الأهلية حينها خلال تجارة العبيد... كان صاحب العبد يربي الرجل الأسود الكبير مع المرأة الكبيرة حتى يتمكن من الحصول على طفل أسود كبير..."
أعرب سنايدر لاحقًا عن أسفه لتعليقاته بعد وقت قصير من بثها، وقال لصحيفة واشنطن بوست «اعتقدت أنني كنت مفيدًا، بينما كنت في الواقع مدمرًا».
تم طرد سنايدر لاحقًا من قبل شبكة سي بي إس.
كان شيرمان ماكسويل أول مذيع رياضي أمريكي من أصل أفريقي. بدأ حياته المهنية في عام 1929 على راديو واي ان جي. كان يعرف باسم «صوت نيوارك».

## صور في الفيلم
في حين أن هناك تناقضات في الأفلام الرياضية «القائمة على قصة حقيقية»، لا تزال الأفلام تمثل الحقائق القاسية للعرق والرياضة بشكل جيد. تم وصف أفلام هووسرس و رودي الأمريكية بأنها تخلد ذكرى «العصر الذهبي للرياضة» على أنها وقت انتشار البيض وهيمنتهم، بينما أظهر طريق المجد (فيلم) مدربًا أبيض يساعد في إزالة حاجز الألوان في كرة السلة الجامعية.
فيلم آخر نال إشادة النقاد كان 42. كان هذا الفيلم قصة جاكي روبنسون، وهو شاب كان أول لاعب أسود في بطولة البيسبول الكبرى. ركز هذا الفيلم على الرحلة التي قام بها روبنسون طوال عامه الأول في البطولات الكبرى، حيث مر بالصعود والهبوط. كانت هناك بعض اللحظات التي شعر فيها النقاد أن المنتجين كان بإمكانهم إعطاء المزيد من العمق لشخصيات مختلفة، ولكن بشكل عام يمثل الفيلم ذلك الوقت في أمريكا والرياضة بشكل جيد.
يتعامل فيلم الذي لا يقهر مع موضوع كأس العالم للرجبي 1995 في جنوب إفريقيا بعد الفصل العنصري.
لا تركز بعض الأفلام عن الرياضيين السود تمامًا على جانب العرق. كان فيلم علي عام 2001، وهو فيلم عن الملاكم العظيم محمد علي، قصة أخرى عن الرحلة خلال حياته، لكنه ركز لفترة وجيزة فقط على الجوانب العرقية. كانت هناك إشارات إلى أن بعض حياته المهنية كانت بعد اغتيال مالكولم إكس ومارتن لوثر كينغ جونيور، لكن معظم الفيلم انعكس على علي ورحلته الشخصية التي لم يكن لها علاقة تذكر بلون بشرته. في عام 2022 تم الإعلان عن فيلم عن وعاء السكر 1956، والذي تضمن أول لاعب أسود يلعب في لعبة وعاء جامعية في أعماق الجنوب.

## أستراليا
يوجد عدم مساواة في الرياضة للسكان الأصليين الأستراليين بسبب الحواجز المادية. أشار تقرير صادر عن اللجنة الأسترالية لحقوق الإنسان عام 2007 إلى أن الخوف من «التشهير العنصري» مسؤول جزئيًا عن نقص تمثيل السكان الأصليين والجماعات العرقية الأخرى في الرياضة الأسترالية.
في السنوات الأخيرة، نمت تأثير لاعبي بولينيزيا على الدوري الوطني للرغبي، حيث تشير الأرقام من موسم 2011 إلى أن 35% من لاعبي دوري الرجبي الوطني وأكثر من 45% من لاعبي فرق الشباب تحت 20 عامًا في دوري الرجبي الوطني ينحدرون من خلفية بولينيزية. (على سبيل المقارنة، أقل من 3% من سكان أستراليا حددوا أنفسهم بأنهم من أصل بولينيزي في التعداد السكاني الأسترالي لعام 2021). وقد ربطت زيادة عدد لاعبي بولينيزيا بهبوط لاعبي الأصول الأصلية، حيث انخفضت نسبتهم من 21% في التسعينيات إلى 11% في موسم 2009.